# Großlaudenbach
Großlaudenbach ist ein Gemeindeteil der Gemeinde Kleinkahl im unterfränkischen Landkreis Aschaffenburg in Bayern.

## Geographie
Das Dorf Großlaudenbach liegt auf 240 m ü. NHN im oberen Kahlgrund an der Staatsstraße 2305 zwischen Schöllkrippen und Großkahl. Die Kahl trennt Großlaudenbach von Kleinlaudenbach. Nordwestlich von Großlaudenbach befindet sich das Dorf Unterwestern. Der topographisch höchste Punkt der Dorfgemarkung befindet sich am Koblensberg, nördlich des Ortes mit 299 m ü. NHN, der niedrigste liegt an der Kahl auf 215 m ü. NHN.

### Nachbargemarkungen
Folgende Gemarkungen grenzen an das Ortsgebiet von Großlaudenbach:
| Unterwestern  |                                             | Großkahl        |
|               | Kompassrose, die auf Nachbargemeinden zeigt | Kleinkahl       |
| Schöllkrippen |                                             | Kleinlaudenbach |

## Name
Seinen Namen hat der Ort vom Laudenbach, der gegenüber in die Kahl mündet. Zur Unterscheidung des Ortes Laudenbach auf der anderen Kahlseite, wurde der Namenszusatz „Groß“ hinzugefügt. Im Kahlgründer Dialekt wird die Ortschaft „Lauremich“ genannt.

## Geschichte
Zum Ende des Alten Reiches lag Großlaudenbach unter der Bezeichnung Lautenbach im Landgericht Krombach der Grafen von Schönborn und fiel 1806 im Zuge der Mediatisierung an das Fürstentum Aschaffenburg. Ab 1810 lag Lautenbach in der Districtsmairie Krombach des Departements Aschaffenburg im Großherzogtum Frankfurt. 1812 hatte die Mairie Lautenbach 34 Feuerstellen und 168 Einwohner. Maire war Christoph Amrhein.
Mit der Districtsmairie Krombach kam die Mairie Lautenbach 1814 zum Königreich Bayern.
Die Gemeinde Großlaudenbach gehörte zum Bezirksamt Alzenau, das am 1. Juli 1862 gebildet wurde. Dieses wurde am 1. Januar 1939 zum Landkreis Alzenau in Unterfranken.
Am 1. Juli 1972 wurde die bis dahin selbstständige Gemeinde nach Kleinkahl eingemeindet.